# Euproctis viola
Euproctis viola är en fjärilsart som beskrevs av Swinhoe 1889. Euproctis viola ingår i släktet Euproctis och familjen tofsspinnare. Inga underarter finns listade i Catalogue of Life.